# III liga polska w piłce nożnej (2020/2021)
III liga polska 2020/2021 – 5. edycja rozgrywek czwartego poziomu ligowego piłki nożnej mężczyzn w Polsce po reformie, przeprowadzonej w 2016 roku.

Zasięg terytorialny grup III ligi polskiej w piłce nożnej w sezonie 2020/2021

| Poziomy rozgrywkowe w sezonie 2020/2021                | Poziomy rozgrywkowe w sezonie 2020/2021 | Poziomy rozgrywkowe w sezonie 2020/2021 |
| Rozgrywki                                              | P                                       | Nazwa                                   |
| ------------------------------------------------------ | --------------------------------------- | --------------------------------------- |
| Centralne                                              | I                                       | Ekstraklasa                             |
| Centralne                                              | II                                      | I Liga                                  |
| Centralne                                              | III                                     | II Liga                                 |
| Makroregionalne                                        | IV                                      | III Liga (4 grupy)                      |
| Okręgowe (16 okręgów)*                                 | V                                       | IV Liga (24 grup)                       |
| Okręgowe (16 okręgów)*                                 | VI                                      | Klasa Okręgowa                          |
| Okręgowe (16 okręgów)*                                 | VII                                     | Klasa A                                 |
| Okręgowe (16 okręgów)*                                 | VIII                                    | Klasa B                                 |
| Okręgowe (16 okręgów)*                                 | IX                                      | Klasa C                                 |
| (*) Różna ilość klas oraz grup w zależności od okręgu. |                                         |                                         |
| System ligowy piłki nożnej w Polsce                    |                                         |                                         |

## Zasady rozgrywek
W III lidze sezonu 2020/2021 biorą udział drużyny, które zostały podzielone na zasadzie terytorialnej na 4 grupy:
- grupa I (województwa: łódzkie, mazowieckie, podlaskie, warmińsko-mazurskie),
- grupa II (województwa: kujawsko-pomorskie, pomorskie, wielkopolskie, zachodniopomorskie),
- grupa III (województwa: dolnośląskie, lubuskie, opolskie, śląskie),
- grupa IV (województwa: lubelskie, małopolskie, podkarpackie, świętokrzyskie)[1].

Mistrzowie każdej z grup uzyskają awans na poziom centralny – do II ligi. Ostatnie drużyny (tak aby po awansie 4 mistrzów IV lig utworzyło po 18 zespołów w każdej z 4 grup w sezonie 2021/2022) spadną na poziom wojewódzki – do odpowiedniej terytorialnie grupy IV ligi. Liczba spadkowiczów może się zwiększyć, zależnie od liczby drużyn spadających z lig wyższych. 
Grupa I i II po rozegraniu 21 kolejek, drużyny będą podzielone na dwie grupy: mistrzowską (miejsca 1-8) oraz spadkową (miejsca 9-22). Następnie zespoły rozegrają mecz i rewanż w grupie mistrzowskiej oraz po jednym meczu w grupie spadkowej. 
Grupa III i IV drużyny rozegrają kolejki ligowe w dwóch rundach: jesiennej i wiosennej (rewanżowej).

## Grupa I

### Drużyny
| Uczestnicy sezonu 2019/2020 | Uczestnicy sezonu 2019/2020 | Uczestnicy sezonu 2019/2020 | Uczestnicy sezonu 2019/2020 |
| --------------------------- | --------------------------- | --------------------------- | --------------------------- |
| SOK                         | Sokół Aleksandrów Łódzki    | 2                           |                             |
| LE2                         | Legia II Warszawa           | 3                           |                             |
| ŚWI                         | Świt Nowy Dwór Mazowiecki   | 4                           |                             |
| PEL                         | Pelikan Łowicz              | 5                           |                             |
| ZBP                         | Znicz Biała Piska           | 6                           |                             |
| HMG                         | Huragan Morąg               | 7                           |                             |
| STR                         | Unia Skierniewice           | 8                           |                             |
| CON                         | Concordia Elbląg            | 9                           |                             |
| BRŃ                         | Broń Radom                  | 10                          |                             |
| RKS                         | RKS Radomsko                | 11                          |                             |
| ZMB                         | Olimpia Zambrów             | 12                          |                             |
| PGM                         | Pogoń Grodzisk Mazowiecki   | 13                          |                             |
| LTM                         | Lechia Tomaszów Mazowiecki  | 14                          |                             |
| URS                         | Ursus Warszawa              | 15                          |                             |
| RWM                         | Ruch Wysokie Mazowieckie    | 16                          |                             |
| PWA                         | Polonia Warszawa            | 17                          |                             |
| WAS                         | KS Wasilków                 | 18                          |                             |

| Spadek z II ligi 2019/2020                                                                                    | Spadek z II ligi 2019/2020 | Spadek z II ligi 2019/2020 | Spadek z II ligi 2019/2020 |
| --- | -------------------------- | -------------------------- | -------------------------- |
| LGO | Legionovia Legionowo       | 17                         |                            |
| Awans z IV ligi 2019/2020                                                                                     |                            |                            |                            |
| grupa łódzka                                                                                                  |                            |                            |                            |
| KUT | KS Kutno                   | 1                          |                            |
| grupa mazowiecka                                                                                              |                            |                            |                            |
| BBL | Błonianka Błonie           | 1                          |                            |
| grupa podlaska                                                                                                |                            |                            |                            |
| JA2 | Jagiellonia II Białystok   | 1                          |                            |
| grupa warmińsko-mazurska                                                                                      |                            |                            |                            |
| WIK | GKS Wikielec               | 1                          |                            |
| Oznaczenia: - kolumna pierwsza – skróty nazw drużyn, - kolumna trzecia – miejsce zajęte w poprzednim sezonie. |                            |                            |                            |

Objaśnienia:
1. Błonianka Błonie, mistrz IV ligi mazowieckiej południowej wygrał swoje mecze barażowe o awans do III ligi z Drukarzem Warszawa, mistrzem IV ligi mazowieckiej północnej.

### Runda I (kwalifikacyjna)

#### Tabela
| Lp. | Drużyna                    | M  | Z  | R | P  | Bramki | Bramki | Różn. | Pkt | Uwagi                               |
| --- | -------------------------- | -- | -- | - | -- | ------ | ------ | ----- | --- | ----------------------------------- |
| 1   | Pogoń Grodzisk Mazowiecki  | 21 | 16 | 1 | 4  | 47     | 17     | +30   | 49  | Kwalifikacja do grupy mistrzowskiej |
| 2   | Legionovia Legionowo       | 21 | 12 | 6 | 3  | 32     | 19     | +13   | 42  | Kwalifikacja do grupy mistrzowskiej |
| 3   | Znicz Biała Piska          | 21 | 11 | 7 | 3  | 39     | 24     | +15   | 40  | Kwalifikacja do grupy mistrzowskiej |
| 4   | Unia Skierniewice          | 21 | 12 | 3 | 6  | 37     | 23     | +14   | 39  | Kwalifikacja do grupy mistrzowskiej |
| 5   | Jagiellonia II Białystok   | 21 | 11 | 5 | 5  | 42     | 26     | +16   | 38  | Kwalifikacja do grupy mistrzowskiej |
| 6   | Świt Nowy Dwór Mazowiecki  | 21 | 11 | 4 | 6  | 38     | 23     | +15   | 37  | Kwalifikacja do grupy mistrzowskiej |
| 7   | Legia II Warszawa          | 21 | 10 | 4 | 7  | 38     | 24     | +14   | 34  | Kwalifikacja do grupy mistrzowskiej |
| 8   | Polonia Warszawa           | 21 | 10 | 4 | 7  | 32     | 22     | +10   | 34  | Kwalifikacja do grupy mistrzowskiej |
| 9   | Pelikan Łowicz             | 21 | 9  | 5 | 7  | 33     | 31     | +2    | 32  | Kwalifikacja do grupy spadkowej     |
| 10  | Sokół Aleksandrów Łódzki   | 21 | 8  | 7 | 6  | 32     | 18     | +14   | 31  | Kwalifikacja do grupy spadkowej     |
| 11  | KS Kutno                   | 21 | 9  | 3 | 9  | 30     | 31     | −1    | 30  | Kwalifikacja do grupy spadkowej     |
| 12  | Błonianka Błonie           | 21 | 9  | 2 | 10 | 39     | 33     | +6    | 29  | Kwalifikacja do grupy spadkowej     |
| 13  | RKS Radomsko               | 21 | 8  | 5 | 8  | 30     | 28     | +2    | 29  | Kwalifikacja do grupy spadkowej     |
| 14  | Concordia Elbląg           | 21 | 6  | 7 | 8  | 23     | 25     | −2    | 25  | Kwalifikacja do grupy spadkowej     |
| 15  | GKS Wikielec               | 21 | 7  | 4 | 10 | 27     | 41     | −14   | 25  | Kwalifikacja do grupy spadkowej     |
| 16  | Broń Radom                 | 21 | 6  | 6 | 9  | 23     | 35     | −12   | 24  | Kwalifikacja do grupy spadkowej     |
| 17  | Lechia Tomaszów Mazowiecki | 21 | 7  | 3 | 11 | 28     | 46     | −18   | 24  | Kwalifikacja do grupy spadkowej     |
| 18  | Ursus Warszawa             | 21 | 6  | 4 | 11 | 28     | 33     | −5    | 22  | Kwalifikacja do grupy spadkowej     |
| 19  | Olimpia Zambrów            | 21 | 5  | 3 | 13 | 28     | 40     | −12   | 18  | Kwalifikacja do grupy spadkowej     |
| 20  | Ruch Wysokie Mazowieckie   | 21 | 3  | 8 | 10 | 20     | 42     | −22   | 17  | Kwalifikacja do grupy spadkowej     |
| 21  | Huragan Morąg              | 21 | 3  | 7 | 11 | 23     | 39     | −16   | 16  | Kwalifikacja do grupy spadkowej     |
| 22  | KS Wasilków                | 21 | 2  | 2 | 17 | 15     | 64     | −49   | 8   | Kwalifikacja do grupy spadkowej     |

### Runda II (finałowa)

#### Tabela
| Lp.               | Drużyna                           | M  | Z  | R  | P  | Bramki | Bramki | Różn. | Pkt | Uwagi             |
| ----------------- | --------------------------------- | -- | -- | -- | -- | ------ | ------ | ----- | --- | ----------------- |
| Grupa mistrzowska |                                   |    |    |    |    |        |        |       |     |                   |
| 1                 | Pogoń Grodzisk Mazowiecki (M) (A) | 35 | 25 | 2  | 8  | 84     | 37     | +47   | 77  | Awans do II ligi  |
| 2                 | Świt Nowy Dwór Mazowiecki         | 35 | 23 | 5  | 7  | 66     | 36     | +30   | 74  |                   |
| 3                 | Legionovia Legionowo              | 35 | 19 | 7  | 9  | 68     | 48     | +20   | 64  |                   |
| 4                 | Polonia Warszawa                  | 35 | 17 | 8  | 10 | 63     | 39     | +24   | 59  |                   |
| 5                 | Znicz Biała Piska1                | 35 | 14 | 10 | 11 | 62     | 61     | +1    | 52  |                   |
| 6                 | Unia Skierniewice1                | 35 | 15 | 7  | 13 | 60     | 50     | +10   | 52  |                   |
| 7                 | Legia II Warszawa                 | 35 | 15 | 6  | 14 | 61     | 54     | +7    | 51  |                   |
| 8                 | Jagiellonia II Białystok          | 35 | 13 | 5  | 17 | 57     | 69     | −12   | 44  |                   |
| Grupa spadkowa    |                                   |    |    |    |    |        |        |       |     |                   |
| 9                 | KS Kutno                          | 34 | 16 | 7  | 11 | 55     | 47     | +8    | 55  |                   |
| 10                | Ursus Warszawa                    | 34 | 15 | 7  | 12 | 53     | 45     | +8    | 52  |                   |
| 11                | Błonianka Błonie2                 | 34 | 15 | 5  | 14 | 65     | 51     | +14   | 50  |                   |
| 12                | Lechia Tomaszów Mazowiecki2       | 34 | 15 | 5  | 14 | 49     | 63     | −14   | 50  |                   |
| 13                | Broń Radom                        | 34 | 14 | 7  | 13 | 46     | 44     | +2    | 49  |                   |
| 14                | Sokół Aleksandrów Łódzki          | 34 | 12 | 12 | 10 | 53     | 31     | +22   | 48  |                   |
| 15                | Pelikan Łowicz                    | 34 | 13 | 8  | 13 | 47     | 46     | +1    | 47  |                   |
| 16                | GKS Wikielec3                     | 34 | 13 | 7  | 14 | 50     | 57     | −7    | 46  |                   |
| 17                | Concordia Elbląg (S)              | 34 | 12 | 9  | 13 | 44     | 46     | −2    | 45  | Spadek do IV ligi |
| 18                | RKS Radomsko (S)                  | 34 | 11 | 9  | 14 | 51     | 50     | +1    | 42  | Spadek do IV ligi |
| 19                | Olimpia Zambrów (S)               | 34 | 12 | 4  | 18 | 51     | 59     | −8    | 40  | Spadek do IV ligi |
| 20                | Ruch Wysokie Mazowieckie (S)      | 34 | 4  | 11 | 19 | 32     | 71     | −39   | 23  | Spadek do IV ligi |
| 21                | Huragan Morąg (S)                 | 34 | 4  | 10 | 20 | 39     | 76     | −37   | 22  | Spadek do IV ligi |
| 22                | KS Wasilków (S)                   | 34 | 4  | 3  | 27 | 21     | 97     | −76   | 15  | Spadek do IV ligi |

## Grupa II

### Drużyny
| Uczestnicy sezonu 2019/2020 | Uczestnicy sezonu 2019/2020 | Uczestnicy sezonu 2019/2020 | Uczestnicy sezonu 2019/2020 |
| --------------------------- | --------------------------- | --------------------------- | --------------------------- |
| RST                         | Radunia Stężyca             | 2                           |                             |
| ŚWS                         | Świt Szczecin               | 3                           |                             |
| KOT                         | Kotwica Kołobrzeg           | 4                           |                             |
| MGN                         | Mieszko Gniezno             | 5                           |                             |
| UNI                         | Unia Janikowo               | 6                           |                             |
| KLE                         | Sokół Kleczew               | 7                           |                             |
| KPS                         | KP Starogard Gdański        | 8                           |                             |
| ŚRW                         | Polonia Środa Wielkopolska  | 9                           |                             |
| PO2                         | Pogoń II Szczecin           | 10                          |                             |
| CHP                         | Chemik Police               | 11                          |                             |
| GWK                         | Gwardia Koszalin            | 12                          |                             |
| BAK                         | Bałtyk Koszalin             | 13                          |                             |
| NLB                         | Nielba Wągrowiec            | 14                          |                             |
| JAR                         | Jarota Jarocin              | 15                          |                             |
| GKN                         | Górnik Konin                | 16                          |                             |
| NOS                         | Grom Nowy Staw              | 171                         |                             |
| BAŁ                         | Bałtyk Gdynia               | 18                          |                             |

| Spadek z II ligi 2019/2020                                                                                    | Spadek z II ligi 2019/2020 | Spadek z II ligi 2019/2020 | Spadek z II ligi 2019/2020 |
| --- | -------------------------- | -------------------------- | -------------------------- |
| ELA | Elana Toruń                | 16                         |                            |
| GRW | Gryf Wejherowo             | 18                         |                            |
| Awans z IV ligi 2019/2020                                                                                     |                            |                            |                            |
| grupa kujawsko-pomorska                                                                                       |                            |                            |                            |
| PTO | Pomorzanin Toruń           | 1                          |                            |
| grupa pomorska                                                                                                |                            |                            |                            |
| PRZ | GKS Przodkowo              | 1                          |                            |
| grupa wielkopolska                                                                                            |                            |                            |                            |
| UNS | Unia Swarzędz              | 2                          |                            |
| grupa zachodniopomorska                                                                                       |                            |                            |                            |
| FLO | Flota Świnoujście          | 1                          |                            |
| Oznaczenia: - kolumna pierwsza – skróty nazw drużyn, - kolumna trzecia – miejsce zajęte w poprzednim sezonie. |                            |                            |                            |

Objaśnienia:
1. Grom Nowy Staw mimo utrzymania w III lidze, w związku z brakiem wystarczających funduszy, w sezonie 2020/21 zrezygnował z gry w III lidze i przystąpił do gry w pomorskiej IV lidze.
2. LKS Gołuchów, mistrz IV ligi wielkopolskiej nie otrzymał licencji na grę w III lidze, dzięki czemu awansował wicemistrz Unia Swarzędz.

### Runda I (kwalifikacyjna)

#### Tabela
| Lp. | Drużyna                    | M  | Z  | R | P  | Bramki | Bramki | Różn. | Pkt | Uwagi                               |
| --- | -------------------------- | -- | -- | - | -- | ------ | ------ | ----- | --- | ----------------------------------- |
| 1   | Radunia Stężyca            | 21 | 18 | 1 | 2  | 69     | 12     | +57   | 55  | Kwalifikacja do grupy mistrzowskiej |
| 2   | Świt Szczecin              | 21 | 15 | 5 | 1  | 46     | 12     | +34   | 50  | Kwalifikacja do grupy mistrzowskiej |
| 3   | Polonia Środa Wielkopolska | 21 | 14 | 5 | 2  | 47     | 20     | +27   | 47  | Kwalifikacja do grupy mistrzowskiej |
| 4   | Elana Toruń                | 21 | 10 | 6 | 5  | 41     | 20     | +21   | 36  | Kwalifikacja do grupy mistrzowskiej |
| 5   | KP Starogard Gdański       | 21 | 11 | 3 | 7  | 29     | 29     | 0     | 36  | Kwalifikacja do grupy mistrzowskiej |
| 6   | GKS Przodkowo              | 21 | 10 | 5 | 6  | 36     | 23     | +13   | 35  | Kwalifikacja do grupy mistrzowskiej |
| 7   | Bałtyk Gdynia              | 21 | 9  | 7 | 5  | 31     | 21     | +10   | 34  | Kwalifikacja do grupy mistrzowskiej |
| 8   | Pogoń II Szczecin          | 21 | 10 | 4 | 7  | 48     | 39     | +9    | 34  | Kwalifikacja do grupy mistrzowskiej |
| 9   | Kotwica Kołobrzeg          | 21 | 8  | 8 | 5  | 32     | 24     | +8    | 32  | Kwalifikacja do grupy spadkowej     |
| 10  | Sokół Kleczew              | 21 | 9  | 3 | 9  | 33     | 32     | +1    | 30  | Kwalifikacja do grupy spadkowej     |
| 11  | Jarota Jarocin             | 21 | 8  | 5 | 8  | 43     | 33     | +10   | 29  | Kwalifikacja do grupy spadkowej     |
| 12  | Bałtyk Koszalin            | 21 | 8  | 5 | 8  | 42     | 36     | +6    | 29  | Kwalifikacja do grupy spadkowej     |
| 13  | Unia Janikowo              | 21 | 8  | 5 | 8  | 32     | 38     | −6    | 29  | Kwalifikacja do grupy spadkowej     |
| 14  | Nielba Wągrowiec           | 21 | 7  | 5 | 9  | 39     | 37     | +2    | 26  | Kwalifikacja do grupy spadkowej     |
| 15  | Pomorzanin Toruń           | 21 | 6  | 8 | 7  | 20     | 22     | −2    | 26  | Kwalifikacja do grupy spadkowej     |
| 16  | Unia Swarzędz              | 21 | 7  | 4 | 10 | 31     | 25     | +6    | 25  | Kwalifikacja do grupy spadkowej     |
| 17  | Gwardia Koszalin           | 21 | 7  | 4 | 10 | 26     | 33     | −7    | 25  | Kwalifikacja do grupy spadkowej     |
| 18  | Flota Świnoujście          | 21 | 6  | 7 | 8  | 24     | 35     | −11   | 25  | Kwalifikacja do grupy spadkowej     |
| 19  | Gryf Wejherowo             | 21 | 6  | 3 | 12 | 31     | 49     | −18   | 21  | Kwalifikacja do grupy spadkowej     |
| 20  | Chemik Police              | 21 | 2  | 3 | 16 | 10     | 63     | −53   | 9   | Kwalifikacja do grupy spadkowej     |
| 21  | Górnik Konin               | 21 | 2  | 2 | 17 | 14     | 54     | −40   | 8   | Kwalifikacja do grupy spadkowej     |
| 22  | Mieszko Gniezno            | 21 | 0  | 2 | 19 | 9      | 76     | −67   | 2   | Kwalifikacja do grupy spadkowej     |

### Runda II (finałowa)

#### Tabela
| Lp.               | Drużyna                    | M  | Z  | R  | P  | Bramki | Bramki | Różn. | Pkt | Uwagi             |
| ----------------- | -------------------------- | -- | -- | -- | -- | ------ | ------ | ----- | --- | ----------------- |
| Grupa mistrzowska |                            |    |    |    |    |        |        |       |     |                   |
| 1                 | Radunia Stężyca (M) (A)    | 35 | 28 | 3  | 4  | 115    | 24     | +91   | 87  | Awans do II ligi  |
| 2                 | Świt Szczecin              | 35 | 25 | 6  | 4  | 75     | 28     | +47   | 81  |                   |
| 3                 | Polonia Środa Wielkopolska | 35 | 23 | 7  | 5  | 76     | 31     | +45   | 76  |                   |
| 4                 | KP Starogard Gdański       | 35 | 19 | 4  | 12 | 48     | 46     | +2    | 61  |                   |
| 5                 | Elana Toruń                | 35 | 15 | 11 | 9  | 59     | 33     | +26   | 56  |                   |
| 6                 | Bałtyk Gdynia              | 35 | 13 | 8  | 14 | 43     | 52     | −9    | 47  |                   |
| 7                 | GKS Przodkowo              | 35 | 11 | 7  | 17 | 42     | 66     | −24   | 40  |                   |
| 8                 | Pogoń II Szczecin          | 35 | 11 | 6  | 18 | 61     | 68     | −7    | 39  |                   |
| Grupa spadkowa    |                            |    |    |    |    |        |        |       |     |                   |
| 9                 | Kotwica Kołobrzeg          | 34 | 16 | 10 | 8  | 59     | 40     | +19   | 58  |                   |
| 10                | Sokół Kleczew              | 34 | 17 | 6  | 11 | 63     | 45     | +18   | 57  |                   |
| 11                | Unia Janikowo              | 34 | 15 | 9  | 10 | 54     | 53     | +1    | 54  |                   |
| 12                | Jarota Jarocin             | 34 | 14 | 7  | 13 | 68     | 49     | +19   | 49  |                   |
| 13                | Bałtyk Koszalin1           | 34 | 13 | 9  | 12 | 63     | 56     | +7    | 48  |                   |
| 14                | Nielba Wągrowiec2 (S)      | 34 | 13 | 8  | 13 | 74     | 59     | +15   | 47  | Spadek do IV ligi |
| 15                | Flota Świnoujście2 (S)     | 34 | 12 | 11 | 11 | 48     | 55     | −7    | 47  | Spadek do IV ligi |
| 16                | Pomorzanin Toruń (S)       | 34 | 11 | 10 | 13 | 39     | 40     | −1    | 43  | Spadek do IV ligi |
| 17                | Unia Swarzędz (S)          | 34 | 11 | 8  | 15 | 51     | 44     | +7    | 41  | Spadek do IV ligi |
| 18                | Gwardia Koszalin (S)       | 34 | 11 | 7  | 16 | 42     | 52     | −10   | 40  | Spadek do IV ligi |
| 19                | Gryf Wejherowo (S)         | 34 | 10 | 6  | 18 | 45     | 64     | −19   | 36  | Spadek do IV ligi |
| 20                | Górnik Konin (S)           | 34 | 7  | 5  | 22 | 32     | 76     | −44   | 26  | Spadek do IV ligi |
| 21                | Chemik Police (S)          | 34 | 4  | 6  | 24 | 28     | 96     | −68   | 18  | Spadek do IV ligi |
| 22                | Mieszko Gniezno (S)        | 34 | 0  | 4  | 30 | 15     | 123    | −108  | 4   | Spadek do IV ligi |

Źródło: 90minut 
Oznaczenia: (M) – tytuł mistrzowski, (A) – awans, (S) – spadek.
Zasady ustalania kolejności: 1. liczba zdobytych punktów; 2. różnica zdobytych bramek; 3. większa liczba zdobytych bramek. 
Objaśnienia:
Liczba spadkowiczów może zwiększyć się zależnie od liczby drużyn spadających z lig wyższych.
1Spadkowicz z II ligi Bytovia Bytów zrezygnowała z gry w III lidze, w związku z czym dodatkowo utrzymał się Bałtyk Koszalin. 

## Grupa III

### Drużyny
| Uczestnicy sezonu 2019/2020 | Uczestnicy sezonu 2019/2020 | Uczestnicy sezonu 2019/2020 | Uczestnicy sezonu 2019/2020 |
| --------------------------- | --------------------------- | --------------------------- | --------------------------- |
| PBT                         | Polonia Bytom               | 2                           |                             |
| RCH                         | Ruch Chorzów                | 3                           |                             |
| KLU                         | MKS Kluczbork               | 4                           |                             |
| REK                         | Rekord Bielsko-Biała        | 5                           |                             |
| RZD                         | Ruch Zdzieszowice           | 61                          |                             |
| GTA                         | Gwarek Tarnowskie Góry      | 7                           |                             |
| PNI                         | Pniówek Pawłowice Śląskie   | 8                           |                             |
| GZ2                         | Górnik II Zabrze            | 9                           |                             |
| LZG                         | Lechia Zielona Góra         | 10                          |                             |
| ŚLZ                         | Ślęza Wrocław               | 11                          |                             |
| FHG                         | Foto-Higiena Gać            | 12                          |                             |
| ML2                         | Miedź II Legnica            | 13                          |                             |
| ROW                         | ROW 1964 Rybnik             | 14                          |                             |
| STB                         | Stal Brzeg                  | 15                          |                             |
| ZA2                         | Zagłębie II Lubin           | 16                          |                             |
| ŻMI                         | Piast Żmigród               | 17                          |                             |
| LSD                         | LZS Starowice Dolne         | 181                         |                             |

| Awans z IV ligi 2019/2020                                                                                     | Awans z IV ligi 2019/2020 | Awans z IV ligi 2019/2020 | Awans z IV ligi 2019/2020 |
| --- | ------------------------- | ------------------------- | ------------------------- |
| grupa dolnośląska                                                                                             |                           |                           |                           |
| PŚW | Polonia-Stal Świdnica     | 12                        |                           |
| grupa lubuska                                                                                                 |                           |                           |                           |
| GWK | Warta Gorzów Wielkopolski | 1                         |                           |
| grupa opolska                                                                                                 |                           |                           |                           |
| PNY | Polonia Nysa              | 1                         |                           |
| grupa śląska                                                                                                  |                           |                           |                           |
| GOZ | LKS Goczałkowice Zdrój    | 13                        |                           |
| Oznaczenia: - kolumna pierwsza – skróty nazw drużyn, - kolumna trzecia – miejsce zajęte w poprzednim sezonie. |                           |                           |                           |

Objaśnienia:
1. Ruch Zdzieszowice i LZS Starowice Dolne mimo utrzymania w III lidze, w sezonie 2020/21 zrezygnowały z gry w III lidze i przystąpiły do gry w opolskiej IV lidze.
2. Polonia-Stal Świdnica, mistrz IV ligi dolnośląskiej wschód wygrała swoje mecze barażowe o awans do III ligi z Apisem Jędrzychowice, mistrzem IV ligi dolnośląskiej zachód.
3. LKS Goczałkowice Zdrój, mistrz IV ligi śląskiej II wygrał swoje mecze barażowe o awans do III ligi z Szombierkami Bytom, mistrzem IV ligi śląskiej I.

### Tabela
| Lp. | Drużyna                   | M  | Z  | R  | P  | Bramki | Bramki | Różn. | Pkt | Uwagi                       | Bezpośrednio |
| --- | ------------------------- | -- | -- | -- | -- | ------ | ------ | ----- | --- | --------------------------- | ------------ |
| 1   | Ruch Chorzów (M) (A)      | 36 | 30 | 2  | 4  | 93     | 30     | +63   | 92  | Awans do II ligi            |              |
| 2   | Polonia Bytom             | 36 | 25 | 6  | 5  | 86     | 42     | +44   | 81  |                             |              |
| 3   | Ślęza Wrocław             | 36 | 23 | 9  | 4  | 97     | 38     | +59   | 78  |                             |              |
| 4   | Pniówek Pawłowice Śląskie | 36 | 20 | 8  | 8  | 68     | 45     | +23   | 68  |                             |              |
| 5   | Zagłębie II Lubin         | 36 | 18 | 5  | 13 | 71     | 43     | +28   | 59  |                             |              |
| 6   | Rekord Bielsko-Biała      | 36 | 17 | 7  | 12 | 71     | 57     | +14   | 58  |                             |              |
| 7   | LKS Goczałkowice Zdrój    | 36 | 15 | 6  | 15 | 56     | 55     | +1    | 51  |                             |              |
| 8   | Stal Brzeg                | 36 | 13 | 10 | 13 | 61     | 54     | +7    | 49  | GZ2 – SBR 1:3 SBR – GZ2 0:2 |              |
| 9   | Górnik II Zabrze          | 36 | 15 | 4  | 17 | 61     | 56     | +5    | 49  | GZ2 – SBR 1:3 SBR – GZ2 0:2 |              |
| 10  | Lechia Zielona Góra       | 36 | 12 | 11 | 13 | 50     | 59     | −9    | 47  |                             |              |
| 11  | Miedź II Legnica          | 36 | 13 | 7  | 16 | 47     | 59     | −12   | 46  |                             |              |
| 12  | Gwarek Tarnowskie Góry    | 36 | 11 | 11 | 14 | 51     | 67     | −16   | 44  |                             |              |
| 13  | MKS Kluczbork             | 36 | 11 | 8  | 17 | 57     | 77     | −20   | 41  |                             |              |
| 14  | Warta Gorzów Wielkopolski | 36 | 11 | 6  | 19 | 36     | 53     | −17   | 39  | PŻM – WGW 1:2 WGW – PŻM 4:0 |              |
| 15  | Piast Żmigród             | 36 | 9  | 12 | 15 | 53     | 56     | −3    | 39  | PŻM – WGW 1:2 WGW – PŻM 4:0 |              |
| 16  | Foto-Higiena Gać1         | 36 | 8  | 9  | 19 | 51     | 87     | −36   | 33  |                             |              |
| 17  | ROW 1964 Rybnik (S)       | 36 | 6  | 12 | 18 | 45     | 75     | −30   | 30  | Spadek do IV ligi           |              |
| 18  | Polonia-Stal Świdnica (S) | 36 | 7  | 4  | 25 | 43     | 101    | −58   | 25  | Spadek do IV ligi           |              |
| 19  | Polonia Nysa (S)          | 36 | 5  | 9  | 22 | 42     | 85     | −43   | 24  | Spadek do IV ligi           |              |

Źródło: 90minut.pl 
Oznaczenia: (M) – tytuł mistrzowski, (A) – awans, (S) – spadek.
Zasady ustalania kolejności: 1. liczba zdobytych punktów w całym cyklu rozgrywek; 2. liczba punktów zdobyta w meczach bezpośrednich; 3. różnica bramek w meczach bezpośrednich; 4. różnica bramek w meczach bezpośrednich – bramki zdobyte na wyjeździe liczone podwójnie; 5. różnica bramek w całym cyklu rozgrywek; 6. liczba zdobytych bramek w całym cyklu rozgrywek. 
Bezpośrednio: stosowane, gdy dwie lub więcej drużyn mają identyczny dorobek punktowy.
Objaśnienia:
Liczba spadkowiczów może zwiększyć się zależnie od liczby drużyn spadających z lig wyższych.

## Grupa IV

### Drużyny
| Uczestnicy sezonu 2019/2020 | Uczestnicy sezonu 2019/2020       | Uczestnicy sezonu 2019/2020 | Uczestnicy sezonu 2019/2020 |
| --------------------------- | --------------------------------- | --------------------------- | --------------------------- |
| WÓL                         | Wólczanka Wólka Pełkińska         | 3                           |                             |
| KO2                         | Korona II Kielce                  | 4                           |                             |
| SIA                         | Siarka Tarnobrzeg                 | 5                           |                             |
| WPU                         | Wisła Puławy                      | 6                           |                             |
| KRA                         | Stal Kraśnik                      | 7                           |                             |
| PNT                         | Podhale Nowy Targ                 | 8                           |                             |
| AVI                         | Avia Świdnik                      | 9                           |                             |
| DĘB                         | Wisłoka Dębica                    | 10                          |                             |
| WSA                         | Wisła Sandomierz                  | 11                          |                             |
| SSI                         | Sokół Sieniawa                    | 12                          |                             |
| KSZ                         | KSZO 1929 Ostrowiec Świętokrzyski | 13                          |                             |
| HET                         | Hetman Zamość                     | 14                          |                             |
| ORP                         | Orlęta Radzyń Podlaski            | 15                          |                             |
| GIE                         | Jutrzenka Giebułtów               | 16                          |                             |
| CHM                         | Chełmianka Chełm                  | 17                          |                             |
| PBP                         | Podlasie Biała Podlaska           | 18                          |                             |

| Spadek z II ligi 2019/2020 | Spadek z II ligi 2019/2020 | Spadek z II ligi 2019/2020 | Spadek z II ligi 2019/2020 |
| -------------------------- | -------------------------- | -------------------------- | -------------------------- |
| SSW                        | Stal Stalowa Wola          | 15                         |                            |

| Awans z IV ligi 2019/2020                                                                                     | Awans z IV ligi 2019/2020 | Awans z IV ligi 2019/2020 | Awans z IV ligi 2019/2020 |
| --- | ------------------------- | ------------------------- | ------------------------- |
| grupa lubelska                                                                                                |                           |                           |                           |
| LLU | Lewart Lubartów           | 1                         |                           |
| grupa małopolska                                                                                              |                           |                           |                           |
| CR2 | Cracovia II               | 1                         |                           |
| grupa podkarpacka                                                                                             |                           |                           |                           |
| WIA | KS Wiązownica             | 1                         |                           |
| grupa świętokrzyska                                                                                           |                           |                           |                           |
| ŁAG | ŁKS Łagów                 | 1                         |                           |
| Oznaczenia: - kolumna pierwsza – skróty nazw drużyn, - kolumna trzecia – miejsce zajęte w poprzednim sezonie. |                           |                           |                           |

Objaśnienia:
1. Cracovia II, mistrz IV ligi małopolskiej zachód wygrał swoje mecze barażowe o awans do III ligi z Unią Tarnów, mistrzem IV ligi małopolskiej wschód.

### Tabela
| Lp. | Drużyna                           | M  | Z  | R  | P  | Bramki | Bramki | Różn. | Pkt | Uwagi                       | Bezpośrednio                                    |
| --- | --------------------------------- | -- | -- | -- | -- | ------ | ------ | ----- | --- | --------------------------- | ----------------------------------------------- |
| 1   | Wisła Puławy (M) (A)              | 40 | 30 | 6  | 4  | 100    | 31     | +69   | 96  | Awans do II ligi            |                                                 |
| 2   | Chełmianka Chełm                  | 40 | 22 | 7  | 11 | 68     | 45     | +23   | 73  |                             | CCH - 7pkt; 3:2 SSI - 5pkt; 2:2 SSW - 4pkt; 1:2 |
| 3   | Sokół Sieniawa                    | 40 | 21 | 10 | 9  | 61     | 37     | +24   | 73  |                             | CCH - 7pkt; 3:2 SSI - 5pkt; 2:2 SSW - 4pkt; 1:2 |
| 4   | Stal Stalowa Wola                 | 40 | 22 | 7  | 11 | 77     | 44     | +33   | 73  |                             | CCH - 7pkt; 3:2 SSI - 5pkt; 2:2 SSW - 4pkt; 1:2 |
| 5   | Avia Świdnik                      | 40 | 20 | 10 | 10 | 88     | 40     | +48   | 70  | WDĘ - AŚW 0:0 AŚW - WDĘ 2:0 |                                                 |
| 6   | Wisłoka Dębica                    | 40 | 20 | 10 | 10 | 75     | 45     | +30   | 70  | WDĘ - AŚW 0:0 AŚW - WDĘ 2:0 |                                                 |
| 7   | Podhale Nowy Targ                 | 40 | 18 | 11 | 11 | 58     | 49     | +9    | 65  |                             |                                                 |
| 8   | Wólczanka Wólka Pełkińska         | 40 | 18 | 8  | 14 | 74     | 58     | +16   | 62  |                             |                                                 |
| 9   | KSZO 1929 Ostrowiec Świętokrzyski | 40 | 19 | 4  | 17 | 63     | 50     | +13   | 61  |                             |                                                 |
| 10  | Siarka Tarnobrzeg                 | 40 | 17 | 8  | 15 | 59     | 53     | +6    | 59  |                             |                                                 |
| 11  | Cracovia II                       | 40 | 15 | 9  | 16 | 56     | 49     | +7    | 54  | WSA - CR2 2:1 CR2 - WSA 6:2 |                                                 |
| 12  | Wisła Sandomierz                  | 40 | 15 | 9  | 16 | 53     | 62     | −9    | 54  | WSA - CR2 2:1 CR2 - WSA 6:2 |                                                 |
| 13  | ŁKS Łagów                         | 40 | 14 | 10 | 16 | 57     | 62     | −5    | 52  |                             |                                                 |
| 14  | Podlasie Biała Podlaska           | 40 | 14 | 6  | 20 | 60     | 84     | −24   | 48  |                             |                                                 |
| 15  | Orlęta Radzyń Podlaski            | 40 | 14 | 5  | 21 | 58     | 71     | −13   | 47  |                             |                                                 |
| 16  | Lewart Lubartów (S)               | 40 | 11 | 13 | 16 | 46     | 48     | −2    | 46  | Spadek do IV ligi           | LLU - KSW 4:1 KSW - LLU 2:2                     |
| 17  | KS Wiązownica (S)                 | 40 | 13 | 7  | 20 | 53     | 81     | −28   | 46  | Spadek do IV ligi           | LLU - KSW 4:1 KSW - LLU 2:2                     |
| 18  | Korona II Kielce (S)              | 40 | 12 | 6  | 22 | 50     | 78     | −28   | 42  | Spadek do IV ligi           | SKR - KO2 1:2 KO2 - SKR 0:0                     |
| 19  | Stal Kraśnik (S)                  | 40 | 10 | 12 | 18 | 51     | 58     | −7    | 42  | Spadek do IV ligi           | SKR - KO2 1:2 KO2 - SKR 0:0                     |
| 20  | Jutrzenka Giebułtów (S)           | 40 | 7  | 7  | 26 | 48     | 107    | −59   | 28  | Spadek do IV ligi           |                                                 |
| 21  | Hetman Zamość (S)                 | 40 | 3  | 5  | 32 | 35     | 140    | −105  | 14  | Spadek do IV ligi           |                                                 |